# Luke Burt

a Compétitions nationales et continentales officielles uniquement.

b Matchs officiels uniquement.
Luke Burt, né le 6 juin 1981 à Newcastle (Australie), est un joueur Australien de rugby à XIII évoluant au poste d'arrière ou d'ailier dans les années 2000 et les années 2010.

## Biographie
Il a disputé à une reprise le City vs Country Origin en 2010. En club, il a effectué toute sa carrière aux Parramatta Eels, à partir de 1999 et à l'âge de dix-sept ans, il est devenu le plus jeune joueur de l'histoire de Parramatta, il y a dispute deux finales de National Rugby League (2001 et 2009) sans jamais parvenir à la remporter. En 2010, il est devenu le troisième joueur (après Ryan Girdler et Hazem El Masri) à inscrire 100 essais et 500 buts en NRL.

## Palmarès
- Finaliste de la National Rugby League : 2001 et 2009 (Parramatta Eels).